# Andrena florentina
Andrena florentina är en biart som beskrevs av Paolo Magretti 1883.
Andrena florentina ingår i släktet sandbin, och familjen grävbin. Inga underarter finns listade i Catalogue of Life.